# Hulu
Hulu ([ˈhuːluː]IPA) je americký poskytovatel filmů a seriálů online. Většinu této streamovací služby kontroluje a vlastní společnost Walt Disney Company spolu s NBC Universal formou vlastního kapitálu ze zainteresovaných stran.
Tato služba byla původně založena jako společný podnik mezi společností News Corporation, NBC Universal, Providence Equity Partners a později i Walt Disney Company, a sloužila jako sbírka epizod seriálů, které hrály v televizi na kanálech těchto zakládajících společností. V roce 2010 se Hulu stala první streamovací službou, která ke svému jménu přidala slovo „Plus“ a spustila předplacenou službu (původně označovanou jako Hulu Plus), která obsahovala celou řadu programů od zakládajících společností a jejich partnerů a neomezený přístup k novým epizodám jejich seriálů. V roce 2017 uvedla společnost na trh Hulu Live TV - špičkovou službu s IPTV. Společnost WarnerMedia později v této službě měla svůj podíl. Ke třetímu čtvrtletí roku 2020 měla společnost Hulu celkem 36,6 milionu předplatitelů.
V březnu 2019 odkoupila společnost Disney mediální společnost 21st Century Fox, čímž zároveň získala 60% většinového podílu ve společnosti Hulu. Následující měsíc prodala Společnost AT&T zpátky svůj zhruba 10% podíl. Poslední vlastník akcií společnost Comcast, oznámila dne 14. května 2019, že souhlasí s postoupením kontroly společnosti Disney, a uzavřela s ní dohodu, že Disney odkoupí v roce 2024 jejich 33% podíl.

## Název
Jméno Hulu pochází ze dvou čínských slov: húlu (葫芦/葫蘆), což je tykvovitá rostlina Lagenárie obecná a hùlù (互 录/互 錄), což se dá přeložit jako „interaktivní nahrávka“. Bývalý generální ředitel společnosti Hulu Jason Kilar vysvětlil, že název pochází z čínského přísloví: 
„Hulu je čínské slovo pro tykev. A tak když jsme spouštěli službu Hulu, řekli jsme si, že je to skvělé jméno! A mělo to zároveň skvělou symboliku jako držitel drahocenných věcí, což je přesně tato streamovací služba se svým prémiovým obsahem. Proto jsme ji pojmenovali Hulu. “ 

## Historie
Osoby stojící za vznikem Hulu jsou Bruce Campbell, Peter Chernin, JB Perrette, Michael Lang, Beth Comstock, George Kliavkoff, Darren Feher a Jason Kilar . Vznik se datuje na březen 2006, kdy byli počáteční distributoři společnosti AOL, NBC Universal (nyní Comcast ), Facebook, MSN, Myspace a Yahoo!. Jason Kilar byl jmenován generálním ředitelem Hulu na sklonku roku 2007.
Název Hulu byl vybrán koncem srpna 2007, když byl web spuštěn bez jakýchkoliv pořadů. Vyzvala uživatele, aby poskytli své e-mailové adresy a vyzkoušeli tuto službu v beta verzi. V říjnu 2007 zahájila Hulu testovací streamování a později umožnila svým uživatelům přizvat ke sledování i své přátele. Dne 12. března 2008 zahájila přístup široké veřejnosti ve Spojených státech. Prvním produktem, který byl uveden na trh, byla síť HULU Syndication, která byla navržena a vyvinuta týmem NBC Universal z New Yorku a 29. října 2007 poté následovala cílová stránka Hulu.com.
Reklamní kampaň s názvem „Alec v Holywoodu“ běžela během vysílání Super Bowlu 1. února 2009 na stanici NBC a účinkoval v ní v hlavní roli Alec Baldwin. Od té doby byly vysílány reklamy v nichž účinkovali např. Eliza Dushku, Seth MacFarlane, Denis Leary nebo Will Arnett . 
V červenci 2007 se stala investiční společnost Providence Equity Partners jedním z prvních investorů zakoupením 10% podílu z kapitálové investice společnosti za 100 milionů USD předtím, než byla společnost známá jako „Hulu ". S touto investicí přišlo zároveň místo v představenstvu, kde se o společnost Providence označila jako jeho nestranný člen. V dubnu 2009 vstoupila do Hulu společnost Walta Disneyho jako zúčastněná strana a nabídla k dispozici tituly ze stanice ABC a Disney Channel .
Začátkem roku 2010 uvedl generální ředitel společnosti Jason Kilar, že služba měla za dvě poslední čtvrtletí zisk a že společnost by mohla do léta 2010 dosáhnout tržeb 100 milionů dolarů, což je více než její příjem za celý rok 2009. Společnost na měření sledovanosti ComScore uvedla, že v lednu 2010 shlédli uživatelé tituly celkem 903 milionkrát, což bylo třikrát více než v předchozím roce a na druhé příčce hned za YouTube .
Dne 16. srpna 2010 bylo oznámeno, že Hulu plánuje první veřejnou nabídku akcií, která by mohla stanovit hodnotu společnost na více než 2 miliardy amerických dolarů.
21. června 2011 uvedl americký deník The Wall Street Journal, že vzhledem k nežádoucí nabídce společnost Hulu uvažovala, jestli neprodá veškeré akcie. Dne 13. října 2011 však bylo oznámeno, že se společnost Hulu neprodá, protože žádný z uchazečů nenabídl částku, která by byla pro její majitele uspokojivá.
V roce 2011 dosáhla tržeb ve výši 420 milionů USD, což je o 80 milionů méně, než byl původní plán. Na uvolněné místo generálního ředitele byl 17. října 2013 oficiálně obsazen bývalý prezident Fox Mike Hopkins.
V říjnu 2012 prodala investiční společnost Providence svůj 10% podíl majitelům médií Hulu a ukončila účast v představenstvu.
Generální ředitel stanice Fox Randy Freer byl 24. října 2017 jmenován generálním ředitelem společnosti Hulu.

## Partneři
Po spuštění své služby podepsala Hulu dohody s několika novými poskytovateli a zpřístupnila spotřebitelům další materiál. 30. dubna 2009 společnost Walt Disney oznámila, že se připojí k podniku a koupí 27% podíl ve společnosti.
Od 15. srpna 2011 jsou diváci, kteří chtějí sledovat seriály stanice Fox povinni ověřovat se platební kartou všude, kde Fox pouští epizody svých seriálů (včetně Hulu), aby je bylo možné sledovat hned na druhý den po odvysílání. Diváci, kteří nemají předplatné uvidí tyto epizody s týdenním zpožděním.
28. října 2011 oznámila Hulu, že podepsala pětiletou smlouvu s televizní stanicí The CW, čímž poskytli přístup předplatitelům k filmovému a seriálovému obsahu z pěti hlavních televizních sítí. Dne 18. září 2013 Hulu oznámila víceletou smlouvu s televizní společností BBC, která poskytla přes 2 000 epizod ze 144 různých titulů během 12 měsíců.
V roce 2015 začala Hulu nabízet tituly z televizní stanice Showtime za příplatek 8,99 USD měsíčně, což vyšlo levněji než vlastní streamovací služba stanice Showtime. 16. června 2016 Hulu oznámila dohodu s Disney-ABC o exkluzivních právech na epizody ze sedmi vydaných seriálů kanálů Disney Channel, Disney Junior a Disney XD a více než 20 původních filmů stanice Disney Channel.
Dohoda stanice CW s Hulu skončila 18. září 2016, programy CW se přesunuly zpět na digitální platformy jejich vlastní sítě a Netflix poté převzal některé jejich seriály až do roku 2019. K lednu roku 2017 bylo na Hulu dostupné jen omezené množství produktů ze CBS, většinou pouze seriály, které již nemají nové epizody.
4. ledna 2017 bylo oznámeno, že se uzavřela dohoda, která poskytne Hulu živé vysílání ze stanice CBS a několika dalších přidružených kanálů  a zároveň bylo dohodnuto i zpřístupnění dalších pořadů na vyžádání.
V dubnu 2018 společnost Hulu oznámila partnerství se Spotify, které umožňuje uživatelům nakupovat obě streamovací služby za sníženou cenu. Tato sleva také zahrnuje zlevněnou sazbu pro studenty vysokých škol.

## Sledovanost
Sledovanost služby sledují firmy zabývající se měřením těchto parametrů, jako jsou např. ComScore, Nielsen ratings a Quantcast. Ve spolupráci se společností ComScore získala Hulu jako první měření své sledovanosti z více zařízení z jedné domácnosti. 
Spolehlivost těchto měření byla však zpochybněna, částečně kvůli jejich velmi rozdílným odhadům. Například mezi květnem a červnem roku 2010 společnost ComScore aktualizovala svou metodiku bodování a odhady Hulu klesly ze 43,5 milionu diváků na 24 milionů za jediný měsíc. V jejich výroční zprávě o digitálních trendech z roku 2010 bylo uvedeno, že Hulu má dvakrát více diváků než pět hlavních amerických televizních sítí dohromady.
V květnu 2018 společnost Hulu oznámila, že překonala 20 milionů předplatitelů ve Spojených státech. Záznam, který společnosti udává přibližně o 36 milionů předplatitelů méně než Netflix, byl zveřejněn na mediální prezentaci v novém divadle Hulu v Madison Square Garden v New Yorku. Společnost Hulu uvedla, že se zvýšil celkový zájem o služby o více než 60%, přičemž 78% sledování se odehrává na připojených televizorech (místo online na internetových stránkách).

## Ocenění
Na 68. ročníku udílení cen Emmy získala Hulu svou první nominaci na cenu Emmy za svůj původní seriál s názvem 11.22.63. V roce 2016 získala Hulu také svou první nominaci na Zlatý glóbus za nejlepší seriál (komedie/muzikál) za seriál Casual.
Původní seriál Hulu Příběh služebnice získal dvě ocenění na 33. ročníku udílení cen Asociace televizních kritiků, a to za Program roku a Vynikající dramatický úspěch. Na 69. ročníku udílení cen Emmy získala Hulu celkem osm ocenění a stala se první streamovací službou, která vyhrála cenu za Vynikající dramatický seriál. Seriál Příběh služebnice také obdržel cenu Emmy za Vynikající režii, Vynikající scénář, Vynikající kinematografii a Vynikající produkční design. Hlavní postava seriálu Elisabeth Mossová získala cenu Emmy za Vynikající hlavní ženský herecký výkon a herečka Ann Dowd získala cenu za Vynikající herečku ve vedlejší roli. Na 75. ročníku udílení Zlatých glóbů si zmiňovaný seriál odnesl dvě ceny a to za Nejlepší televizní drama a Nejlepší herečku v dramatickém seriálu, kterou vyhrála Elisabeth Mossová.
V roce 2016 získal cenu za Nejlepší hudební dokument na Critics' Choice Movie Awards první dokumentární film na Hulu s názvem Beatles: Perná léta. O rok později také získal cenu Grammy za Nejlepší hudební film a cenu za Nejlepší dokument na udílení cen Movies for Grownups.
Na 79. ročníku udílení Zlatých glóbů získal seriál Jen vraždy v budově celkem tři nominace, na Nejlepší seriál (komedie/muzikál) a dvě nominace na Nejlepšího herce v seriálu (komedie/muzikál), na něž byli nominováni Steve Martin a Martin Short. V kategorii Nejlepší minisérie nebo TV film byla nominována minisérie Absťák.